# Gorla (Milano)
Gorla (Gòrla in dialetto locale, AFI: [ˈɡɔrla]) è un quartiere  di Milano, posto nella periferia nord-orientale della città, appartenente al Municipio 2 e al NIL 16 "Gorla  - Precotto". 
Gorla è tristemente ricordato per l'omonima strage che sconvolse il quartiere il 20 ottobre 1944 quando venne centrata dalle bombe alleate la scuola elementare Francesco Crispi, sotto le cui macerie morirono 184 bambini e 19 adulti.

## Geografia
Gorla si trova nella zona nord-orientale della città, lungo il viale della Villa di Monza (oggi viale Monza), realizzato nel XVIII secolo.
Il quartiere è attraversato dalla Martesana, il canale un tempo navigabile che portava l'acqua dall'Adda alla cerchia dei Navigli di Milano. Il percorso della Martesana era costellato di ville patrizie suburbane, di cui si possono vedere le tracce percorrendo la pista ciclabile che affianca il canale.

## Origini del nome
Riconducibile probabilmente al latino gulula, diminutivo di gula, Gorla potrebbe essere interpretabile nel senso di "anfratto".

## Storia

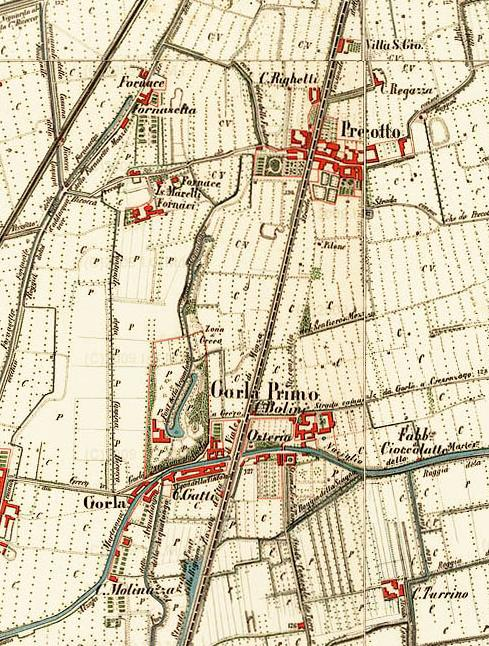
I nuclei storici di Gorla (attraversata dalla Martesana) e Precotto, nella Carta di Manovra dell'IGM del 1878.

Già centro rurale ricco di ville, Gorla fu raggiunto a fine '800 dallo sviluppo edilizio, divenendo area dedicata ad industrie e servizi, specialmente per i grandi opifici industriali che stavano sorgendo nelle immediate vicinanze nel comune di Precotto.
Per secoli Gorla costituì un piccolo comune autonomo di neppure un miglio quadrato, stretto tra Greco ad ovest, Precotto a nord, Crescenzago ad est e Turro a sud. Nel 1751 fece registrare 110 residenti, e solo uno in più nel 1805. Un decreto di Napoleone del 1808 pose in essere la prima esperienza di unione con Milano, che tuttavia fu repentinamente cancellata dagli austriaci nel 1816 dopo il loro ritorno. Nel 1853 il villaggio aveva raggiunto le 279 anime, le 306 nel 1859 e le 391 nel 1861. Dal 1864 il comune assunse il nome di Gorla Primo per distinguerlo dalle omonime località del varesotto (Gorla Maggiore e Gorla Minore) e del luganese (Gorla). L'influsso della rivoluzione industriale portò il borgo a raddoppiare più volte la propria popolazione, salita a quota 513 nel 1871, a 1389 nel 1901, e a 2661 nel 1911.
Nel 1920 il comune di Gorla Primo annesse il limitrofo comune di Precotto, cambiando il nome del municipio in Gorlaprecotto, al fine di evitare l'annessione a Milano come era invece successo a Turro, località a cui Gorla era storicamente legata in ambito ecclesiastico.
L'aggregazione, che coinvolse 6 210 abitanti, si dimostrò artificiosa: i due centri abitati erano tra loro separati, ma entrambi dipendevano sempre più dalla vicina Milano. Già il 23 dicembre 1923 quindi, Gorla-Precotto fu annessa alla città milanese insieme ad altri dieci comuni..
Alla fine degli anni '30, il territorio di Gorla viene scelto per ospitare in un'area fra il Viale Monza e il Parco di Villa Finzi la Fondazione Crespi-Morbio, nata con il proposito di costruire un quartiere per dare alloggio ad alcune delle famiglie più numerose della città di Milano, le cui spese furono sostenute dalla famiglia di imprenditori tessili milanesi Crespi..

### La strage di Gorla
Il 20 ottobre 1944, durante la seconda guerra mondiale, il quartiere di Gorla fu oggetto di una sanguinosa azione di guerra aerea: un bombardiere statunitense, durante un'incursione diurna, sganciò sull'abitato di Gorla le bombe destinate a colpire alcuni stabilimenti industriali. Le vittime, in gran parte civili, furono numerosissime, e uno degli ordigni colpì in pieno la scuola elementare. L'errore costò la vita di 184 bambini e 19 adulti.
Il comune di Milano ha realizzato sull'area dove sorgeva la scuola un monumento alla memoria dei Piccoli Martiri, opera dello scultore Remo Brioschi. Nelle vicinanze, a memoria di tale tragedia, è stato istituito il Museo della Pace.

## Monumenti e luoghi d'interesse

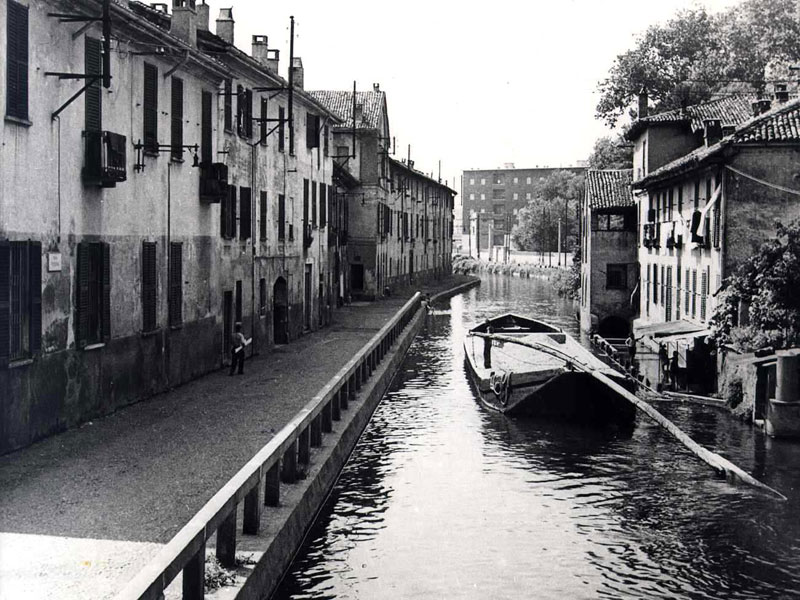
La Martesana a Gorla nel 1925

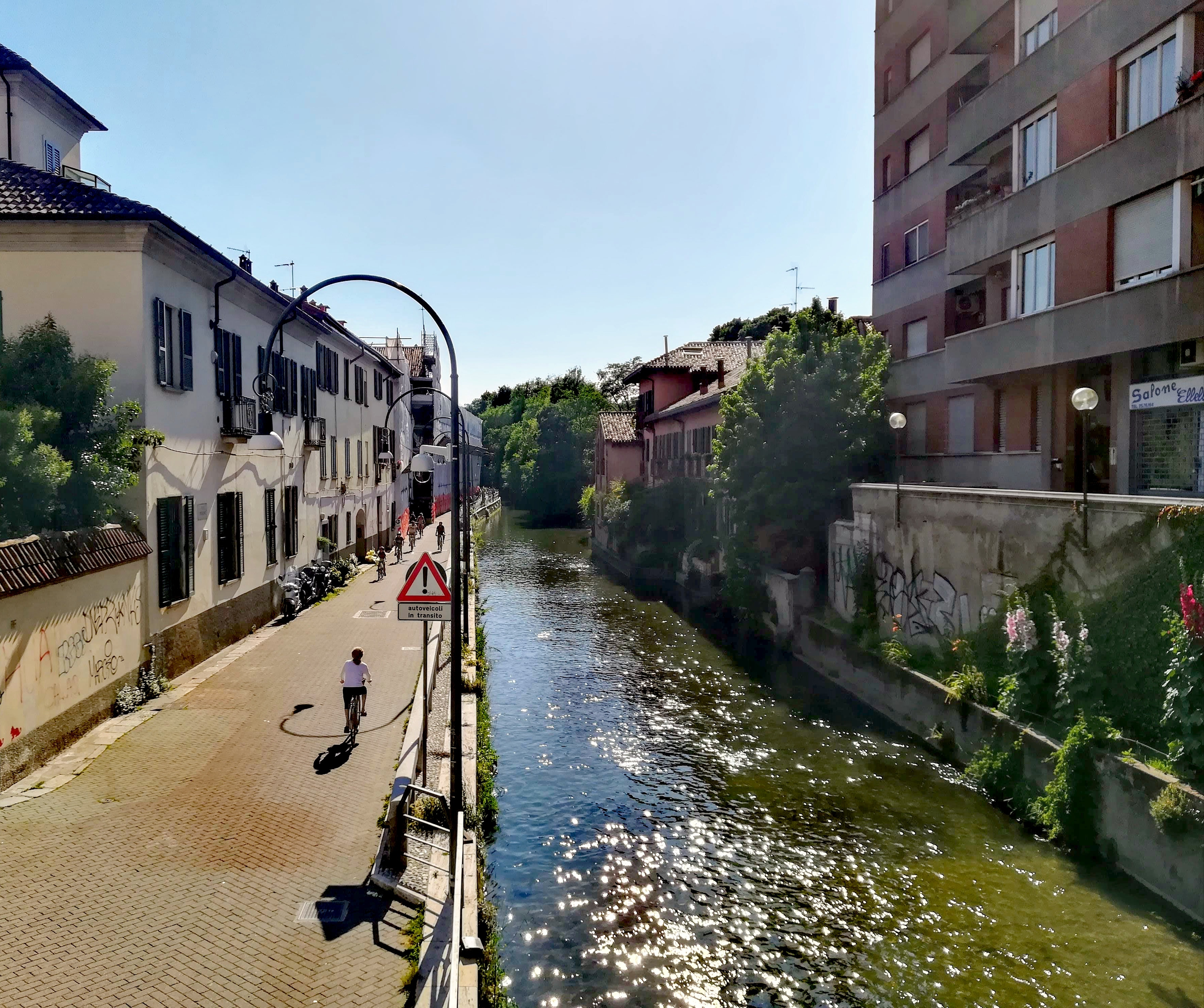
La Martesana a Gorla nel 2019.

Di seguito alcuni monumenti e luoghi d'interesse di Gorla:
- Ponte Vecchio sulla Martesana
- Monumento ai Piccoli Martiri di Gorla di Remo Brioschi
- Anfiteatro della Martesana
- Monastero delle Clarisse di Giovanni Muzio
- Vecchio Municipio di Gorla in Piazza Piccoli Martiri
- Villa Singer e stile liberty in via Fratelli Pozzi
- Tempio dell'Innocenza e Tempio della Notte (chiuso) nell'ex Parco di Villa Finzi
- Sede storica dello Zelig nell'ex Circolo cooperativo di Unità Proletaria

### Luoghi di interesse scomparsi[9]
- Ville di delizia sul Naviglio Martesana
- Villa Angelica (fine del XIX secolo) con torretta e darsena privata (demolita fra gli anni '40 e '60 del XX secolo)
- Circolo Canottieri (Dopolavoro Marelli)

## Infrastrutture e trasporti
- Linea M1: stazioni di Gorla

Il quartiere di Gorla è attraversato dal Viale Monza, la prima strada a collegare Milano con Monza, e in particolare con la Villa Reale. Questa strada, costruita nella prima metà del XIX secolo, è stata la principale strada che collegava le due città, fino all'apertura del viale Fulvio Testi.
Nel quartiere sono presenti due stazioni della linea M1 della metropolitana di Milano, Gorla e Turro; quest'ultima si trova lungo il confine tra il quartiere e Turro. Gorla è, inoltre, lambito a ovest dalla ferrovia Milano-Monza, la seconda linea ferroviaria costruita in Italia.
Varie linee di autobus, gestite da ATM, collegano Gorla ai quartieri limitrofi. In passato, Gorla era interessato al passaggio della linea tranviaria Milano-Monza, smantellata negli anni sessanta a seguito dell'apertura della metropolitana.